# 鍾偉 (工科進士)
鍾偉（1883年—？年），字道瓚，湖南省寶慶府新化縣人。日本大阪高等工業學校畢業,宣統二年工科進士。

## 生平
光绪三十一年（1905年）五月至光緒三十三年八月，在日本大阪高等工業學校學習
宣統二年(1910年)參加遊學畢業生考試，得84分，列最優等。九月二日，內閣奉上諭：鍾偉著賞給工科進士。
宣統三年(1911年)，廷試一等，經學部考驗列最優等，授職翰林院庶吉士。